# Shimon Schwab
Pour les articles homonymes, voir Schwab.
Shimon (Simon) Schwab, né le 30 décembre 1908 à Francfort-sur-le-Main, en Allemagne et mort le 13 février 1995 à Washington Heights, Manhattan, New York, est un rabbin orthodoxe américain, d'origine allemande. Il compose une Kina, Hazokher mazkirav (« Celui qui se rappelle de ceux qui le rappellent »), en souvenir des victimes de la Shoah en 1959.

## Biographie
Shimon Schwab,est né le 30 décembre 1908 à Francfort-sur-le-Main, en Allemagne. Il est le fils de Leopold Schwab et de Hanna Erlanger. Son arrière-grand-père, Loeb Schwab s'installe à Francfort-sur-le-Main au début du XIXe siècle, il vient de Uehlfeld en Bavière.

### Éducation
Suivant les traces de son père et de son grand-père, Shimon Schwab étudie à la Hirsch-realschule de Francfort, fondée par le rabbin Samson Raphael Hirsch . La Hirsch-realschule est un externat qui donne une éducation religieuse juive une moitié de la journée, l'autre moitié étant consacrée aux matières séculaires. Il est intéressant de noter que pour cette partie non-religieuse, les élèves ôtent leur chapeau, comme on le fait en Allemagne. Cette école ouverte en 1853, ferme ses portes en mars 1939, les nazis ayant expulsé les enseignants et les élèves. Parmi les professeurs. on trouve le rabbin Joseph Breuer, petit-fils du rabbin Samson Raphael Hirsch qui plus tard dirige la communauté juive allemande de Khal Adath Yeshurun (KAJ) à Washington Heights à New York, et auquel Shimon Schwab succède.

### Yechiva de Francfort
À l'âge de 15 ans, il commence ses études à la Yechiva de Francfort, dirigée par le rabbin Salomon Breuer (1850-1926), le gendre du rabbin Samson Raphael Hirsch, le rabbin de K'hal Adath Jeshurun de Francfort. Il y reste deux ans.

### Yechiva de Telshe en Lituanie
En 1926, Shimon Schwab va étudier à la yechiva de Telshe en Lituanie, le premier étudiant allemand de cette institution. Il y passe environ trois années. Il étudie avec le rabbin Yosef Yehuda Leib Bloch et le rabbin Chaim Rabinowitz,.

### Yechiva Etz Haïm de Montreux en Suisse
Durant l'été de 1929, Shimon Shwab devient instructeur à la yechiva Etz Haïm de Montreux, en Suisse. Il entre en contact avec le rabbin Chaim Ozer Grodzinski qui réside temporairement dans cette ville.

### Yechiva de Mir en Biélorussie
À l'automne de 1929, Shimon Schwab va étudier à la yechiva de Mir, sous la direction des rabbins Eliézer Yehouda Finkel  et Yeruchom Levovitz. Durant cette période il rencontre le Hofetz Haïm. Il reçoit sa Semikha des rabbins Eliézer Yehouda Finkel (Rosh Yeshiva de Mir) et Zvi Hirsch Kamai (rabbin de Mir, en Biélorussie) ainsi qu'une approbation du rabbin Chaim Ozer Grodzinski
.

### Darmstadt, en Allemagne
En mai 1931, Shimon Schwab devient rabbin assistant (Rabbinatsassessor) du rabbin Yonah Mertzbach, à Darmstadt, Hesse, en Allemagne. La même année, il épouse Recha Froehlich originaire de Gelsenkirchen, Rhénanie-du-Nord-Westphalie, en Allemagne, la fille d'Abraham Froehlich et de Gutel Seewald de Babenhausen, en Allemagne. Recha Froehlich est née le 21 décembre 1908 à Michelstadt, Hesse, en Allemagne. Shimon Schwab et son épouse restent deux ans à Darmstadt. Shimon Schwab acquiert son expérience de la cacherout. Deux de leurs cinq enfants naissent dans cette ville : Moses L. Schwab (en 1932) et Judith Schwab (en 1933).

### Ichenhausen, en Bavière
En septembre 1933, Shimon Schwab devient le rabbin du district (Bezirksrabbiner) d'Ichenhausen, en Bavière. Un troisième enfant, Joseph Chaim Schwab nait en 1935. Avec la montée du nazisme, Shimon Schwab envisage de quitter l'Allemagne. En automne 1935, il fait un séjour d'un mois en Palestine mandataire, mais rien n'aboutit.

### Baltimore
Sur la suggestion du rabbin Leo Jung de New York, Shimon Schwab fait acte de candidature pour la position de rabbin au siège vacant pour la communauté d'origine allemande Congregation Shearith Israel de Baltimore, au Maryland aux États-Unis et il rend visite à cette communauté fin août 1939. Il reste deux semaines aux États-Unis et retourne en Allemagne. Il reçoit un télégramme le 24 septembre 1936, qu'il a été élu à l'unanimité. La famille arrive à Baltimore le 24 décembre 1936. Deux autres fils naissent à Baltimore:  Myer Jerucham Schwab (en 1937) et Jacob Boruch Schwab (en 1938). Shimon Schwab reste vingt et un ans à Baltimore
.

### Washington Heights, New York
Le 11 mai 1958, à l'âge de cinquante ans, Shimon Schwab s'installe à Washington Heights, New York, où il va seconder le rabbin Joseph Breuer à la direction de la communauté K'hal Adath Jeshurun. Il devient plus tard le successeur du rabbin Joseph Breuer. Il est lui-même secondé plus tard par le rabbin Zachariah Gelley, qui plus tard lui succède
.

### Kinah
À la suggestion du rabbin Joseph Breuer, il compose en 1959 une Kinah pour Tisha Beav, à la mémoire des six millions de victimes de la Shoah.

### Mort
Le 13 février 1995 (Pourim katan) (14 Adar I, il meurt à Washington Heights, à l'âge de 86 ans. Il est enterré au cimetière de K'hal Adath Jeshurun à Clifton au New Jersey.

## Œuvres
- (en) These and Those. Phillip Feldheim, New York,New York. 1966[7]
- (en) The Rav Schwab Haggadah. ArtScroll Mesorah Publications. 2019.  (ISBN 1422623025),  (ISBN 9781422623022)
- (en) Rav Schwab on Yeshayahu.  ArtScroll Mesorah Publications. 2009.  (ISBN 1422609456),  (ISBN 9781422609453)
- (en) Selected Speeches: A Collection of Addresses and Essays on Haskafah, Jewish History and Conteporary Issues. (ISBN 1560621915)
- (en) Selected Writings. C.l.S. Publications. Lakewood, New Jersey.  (ISBN 0935063498),  (ISBN 9780935063493)
- (en) Rav Schwab on Prayer. ArtScroll Mesorah Publications. 2001.  (ISBN 9781578195121)
- (en) Rav Schwab on Iyov. The teachings of Rabbi Shimon Schwab zt"l on the Book of Job. ArtScroll Mesorah Publications. 2006.  (ISBN 1422600904),  (ISBN 9781422600900)
- (en) Rav Schwab on Ezra and Nechemiah. The teachings of Rabbi Shimon Schwab zt"l on the return to Eretz Yisrael and the early years of the Second Beis Hamikdash Period. ArtScroll Mesorah Publications. 2012.  (ISBN 1422612996),  (ISBN 9781422612996)
- (he) Maayan Bais Hasho'eivah. ArtScroll Mesorah Publications. 1994.  (ISBN 1422607763),  (ISBN 9781422607763)